# Antoni Vives i Escudero
Antoni Vives i Escudero (Madrid, 4 de febrer de 1859 - 19 de maig de 1925) fou un arabista, numismàtic, col·leccionista i arqueòleg espanyol d'origen menorquí, acadèmic de la Reial Acadèmia de la Història. Va reunir una de les millors col·leccions d'objectes arqueològics d'Espanya. Es casà l'any 1900 amb l'actriu i cantant de sarsuela Concepción Segura Rosselló i tingué una única filla, Guillermina Vives Segura, nascuda el 1905.

## Els seus primers anys
Nascut a Madrid fill dels menorquins Sebastià Vives Batlle i Anna Escudero Vinent que regentaven la confiteria "La Mahonesa" a la capital de l'Estat. Al cap de poc de néixer Antoni, la família retorna a Menorca i passa l'infancia a Maó on va iniciar els seus estudis a l'Institut d'Ensenyament. Durant aquests anys a Vives Escudero se li va despertar l'interès per la prehistòria, la història antiga i l'arqueologia gràcies a les excursions que feia per l'illa i a la recol·lecta de monedes antigues que després classificava.

## L'etapa d'estudiant de Vives i Escudero
Acabà el batxillerat l'any 1875 i es traslladà de nou a Madrid per estudiar a la Facultat de Medicina, abandonant ben prest els estudis, ja que no es trobava satisfet amb el que estudiava. Després d'aquest fracàs s'embarca en una aventura comercial a l'Havana (Cuba), de la qual tampoc n'estarà satisfet i decidirà torna a Europa per reprendre els seus estudis segons la seva vocació. Així es matricula a la Escola Superior de Diplomàtica de Madrid l'any 1880 tot obtenint el títol d'arxiver, bibliotecari i arqueòleg i iniciant les tasques d'investigador que no l'abandonaran fins al final de la seva vida.

## Vives i Escudero i els seus primers passos com a investigador
El seu primer treball d'investigació publicat fou sobre una arqueta aràbiga en relació als seus estudis sobre numismàtica i art aràbic. A partir d'aquí, comença la publicació d'una prolífica obra relacionada amb el món aràbig, la moneda castellana, la reforma monetària dels Reis Catòlics i també iniciant els seus treballs amb relació a la moneda de l'edat del bronze.
Però Vives no tan sols es dedicà a publicar, si no que al voltant d'això, els seus estudis el portaren a la catalogació d'una extraordinària col·lecció de monedes i a l'elaboració del tom relatiu a les Illes Balears de la sèrie Catálogo Artístico y Monumental de España que mai no arribà a publicar-se. Seguint amb les seves catalogacions y col·leccions edità un nou llibre: La moneda hispánica, excepcional catàleg de totes les monedes de l'antiguitat encunyades a Espanya conegudes fins al moment. Ara ja sí que podem dir que Vives i Escudero era un prestigiós estudiós del món de la numismàtica i el més reconegut del país. La seva filla deixà escrit una frase respecte al gran treball de classificació numismàtica del seu pare:
"Bien es verdad que había impremtado, clasificado y catalogado más de 35.000 monedas a lo largo de su vida".

## Vives i Escudero com a destacat investigador
El seu prestigi el dugué a relacionar-se amb rellevants col·leccionistes, antiquaris, estudiosos, acadèmics, metges i arqueòlegs madrilenys que el portaren a accedir a les grans institucions científiques del moment com la Reial Acadèmia de la Història o el Museu Arqueològic Nacional d'Espanya. Era un gran aficionat a les conferències, tertúlies i xerrades i a les exposicions on es comentaven els nous estudis científics. Això el portà a conèixer nous venedors i compradors d'antiguitats i a millorar les seves col·leccions i els seus estudis.
El 20 de gener de 1905 fou nomenat pel Rei Alfons XIII per l'elaboració de l'Inventario de los Monumentos Artísticos de España, Província de Baleares.
També es dedica en aquests moments a taxar obres d'art, tant de manera privada com amb relació a institucions com l'Instituto Valencia de Don Juan.
La seva col·lecció particular creixia amb pintures, gravats, monedes, estàtues, epigrafies, vidres, ceràmiques ebusitanes, bronzes iberoromans i sobretot numismàtica antiga d'Espanya i moneda àrab. Antoni Vives també anava engrandint la seva col·lecció particular especialment a partir de les compres fetes al Rastro de Madrid, on adquiria principalment monedes.
També va realitzar l'informe de la Reial Acadèmia de la Història sobre la Porta de l'Església de Santa Margalida de Palma, un opuscle sobre el Museu de Raixa el 1918 i un estudi sobre la necròpoli púnica del Puig des Molins. Quan va morir estava fent un informe sobre la Llotja de Palma i el Consolat del Mar de Palma.

## Excavacions i investigacions arqueològiques
Antoni Vives realitzà nombroses excavacions i investigacions arqueològiques a l'illa de Menorca i altres indrets de la Mediterrània. Va començar a ser coneixedor dels monuments i el material arqueològic menorquí a partir de les figures com Pere i Diego Monjo o Francesc Hernández Sanz i a les col·leccions Ramis i Pons i Soler. L'ajudà a conèixer millor l'arqueologia menorquina les excursions realitzades al camp de l'illa per conèixer i explorar les navetes i talaiots de Menorca, els quals comença a comparar amb els nurags de Sardenya. Finalment estudià també les restes cartagineses d'Èbusus.
Les primeres intervencions arqueològiques fetes a l'illa de Menorca van ser entre els anys 1903-1905, moment en què l'erudit residia a Menorca recuperant-se d'una malaltia. Va intervenir a les coves de Tirant i Binidonaire i al recinte de taula de Cavalleria.
Les següents intervencions les realitzà a l'illa d'Eivissa concretament a la necròpolis púnica des Puig des Molins d'Èbusus.
El 1915 intervingué a la recent descoberta naveta occidental de Biniac l'any 1901. Un any després Joan Flaquer ens explica les troballes que realitzà Vives: 50 o 60 individus, ceràmiques, punxons d'os i punxons i bracelets de bronze. Malauradament els resultats de la mateixa, mai foren publicats.
Entre 1916 i 1917 la Comissió Estatal de Monuments encarregà excavar el poblat de Biniaiet a Antoni Vives i Francesc Hernández Sanz, els materials els quals es troben al Museu Arqueològic Nacional de Madrid. La memòria d'aquesta intervenció també resta sense publicar.

## La col·lecció Vives i Escudero
Les obres que al llarg dels anys anà col·leccionant Vives i Escudero es troben avui repartides per diferents centres i espais museístics. La seva família va donar gran part del seu llegat a l'Ajuntament de Maó, que després donà al Museu de Menorca l'any 1946 i de nou al 2015.
La seva obra es pot veure avui en dia als següents museus públics:
- Museu de Menorca
- Museu Arqueològic Nacional d'Espanya
- Hispanic Society of America

## La seva vessant docent
Vives i Escudero fou professor d'art àrab a l'Ateneo de Madrid i a la Escuela de Estudio Árabes. També impartia classes a la Universidad Central de Madrid on l'any 1911 fou nomenat catedràtic de Numismàtica i Epigrafia de la Facultat de Filosofia i Lletres.

## El Vives mecenes i membre d'institucions
Antoni Vives fou mecenes d'alguns artistes i personatges destacats a l'Espanya del moment com de l'escultor Enrique Marín, el dibuixant Emilio Ferrer, el fotògraf Franzen o el pintor Lucas Moreno.
Com a membre d'institucions va formar part de la Hispanic Society of America i del Deutsche Archäeologische Institut de Berlín.

## Els seus viatges
Tots els seus grans coneixements no els hauria pogut assolir sense la tasca de viatger i inquiet investigador. Això el portà a viatjar per diversos indrets d'Europa i la Mediterrània, fet que li ajudà a complementar millor els seus estudis i a tenir una informació directa de les cultures antigues de les quals citava als seus treballs. Així visità museus i jaciments arqueològics a França, Alemanya, Itàlia, Anglaterra, Grècia, Malta, Còrsega, Sicília, Tunísia i Turquia.

## Mèrits i distincions
Vives i Escudero fou nomenat l'any 1901 acadèmic de la Reial Acadèmia de la Història, el 1904 arabista adscrit a la secció de Numismàtica del Museu Arqueològic Nacional de Madrid, el 1908 soci d'honor de l'Ateneu de Maó i el 1922 director de l'Instituto Valencia de Don Juan.
El 10 de juny de l'any 1925, deu dies després de la seva mort i enterrament al panteó familiar del Cementiri de Maó, fou nomenat Menorquí Il·lustre i l'any 2015 fou incorporat el seu retrat a la Galeria de Menorquins Il·lustres de l'Ajuntament de Maó.

## Obres[3]
- Monedas en las dinastías arábigo-españolas (1893)
- Catálogo histórico-descriptivo de la Real Armería de Madrid (1898)
- El Arte Egeo en España, Construcciones Primitivas de las Islas Baleares (Vol. 1: 1908; vol. 2: 1910)
- Inventario de los Monumentos Artísticos de España, Província de Baleares (1909, no publicat)
- Medallas de la casa de Borbón, de don Amadeo I, del gobierno provisional y de la República Española (1916)
- La moneda hispánica (1926)
- Estudio de arqueología cartaginesa. La necrópolis de Ibiza (1917)
- Arqueología árabe
- Estudio sobre el origen de la moneda castellana
- Reforma monetaria de los Reyes Católicos
- La moneda en la Edad del Bronce